# Íjászat a 2000. évi nyári olimpiai játékokon
A 2000. évi nyári olimpiai játékokon az íjászatban négy versenyszámban osztottak érmeket.

## Éremtáblázat
(A rendező ország csapata eltérő háttérszínnel, az egyes számoszlopok legmagasabb értéke vagy értékei vastagítással kiemelve.)
| A 2000. évi nyári olimpiai játékok éremtáblázata íjászatban | A 2000. évi nyári olimpiai játékok éremtáblázata íjászatban | A 2000. évi nyári olimpiai játékok éremtáblázata íjászatban | A 2000. évi nyári olimpiai játékok éremtáblázata íjászatban | A 2000. évi nyári olimpiai játékok éremtáblázata íjászatban | Olimpia  |
| ----------------------------------------------------------- | ----------------------------------------------------------- | ----------------------------------------------------------- | ----------------------------------------------------------- | ----------------------------------------------------------- | -------- |
|                                                             | Ország                                                      | Arany                                                       | Ezüst                                                       | Bronz                                                       | Összesen |
| 1.                                                          | Dél-Korea (KOR)                                             | 3                                                           | 1                                                           | 1                                                           | 5        |
| 2.                                                          | Ausztrália (AUS)                                            | 1                                                           | 0                                                           | 0                                                           | 1        |
|                                                             |                                                             |                                                             |                                                             |                                                             |          |
| 3.                                                          | Egyesült Államok (USA)                                      | 0                                                           | 1                                                           | 1                                                           | 2        |
| 4.                                                          | Ukrajna (UKR)                                               | 0                                                           | 1                                                           | 0                                                           | 1        |
| 4.                                                          | Olaszország (ITA)                                           | 0                                                           | 1                                                           | 0                                                           | 1        |
|                                                             |                                                             |                                                             |                                                             |                                                             |          |
| 6.                                                          | Hollandia (NED)                                             | 0                                                           | 0                                                           | 1                                                           | 1        |
| 6.                                                          | Németország (GER)                                           | 0                                                           | 0                                                           | 1                                                           | 1        |
|                                                             |                                                             |                                                             |                                                             |                                                             |          |
| Összesen                                                    | Összesen                                                    | 4                                                           | 4                                                           | 4                                                           | 12       |

## Érmesek

### Férfiak
| A 2000. évi nyári olimpiai játékok férfi érmesei íjászatban |                                                           |                                                                        |                                                                         |
| Versenyszám                                                 | Arany                                                     | Ezüst                                                                  | Bronz                                                                   |
| Egyéni                                                      | Simon Fairwater · Ausztrália (AUS)                        | Victor Wunderle · Egyesült Államok (USA)                               | Wietse van Alten · Hollandia (NED)                                      |
| Csapat                                                      | Dél-Korea (KOR) · O Kjomun · Csang Jongho · Kim Cshongthe | Olaszország (ITA) · Matteo Bisiani · Michele Frangilli · Ilario Di Buo | Egyesült Államok (USA) · Butch Johnson · Rodney White · Victor Wunderle |

### Nők
| A 2000. évi nyári olimpiai játékok női érmesei íjászatban |                                                            |                                                                           |                                                                      |
| Versenyszám                                               | Arany                                                      | Ezüst                                                                     | Bronz                                                                |
| Egyéni                                                    | Jun Midzsin · Dél-Korea (KOR)                              | Kim Namszun · Dél-Korea (KOR)                                             | Kim Szunjong · Dél-Korea (KOR)                                       |
| Csapat                                                    | Dél-Korea (KOR) · Jun Midzsin · Kim Namszun · Kim Szunjong | Ukrajna (UKR) · Olena Szadovnicsa · Natalija Burdejna · Katerina Szergyuk | Németország (GER) · Barbara Mensing · Cornelia Pfohl · Sandra Sachse |